# Loewinella lehri
Loewinella lehri är en tvåvingeart som beskrevs av Jason Gilbert Hayden Londt 1982. Loewinella lehri ingår i släktet Loewinella och familjen rovflugor.
Artens utbredningsområde är Pakistan. Inga underarter finns listade i Catalogue of Life.